# Mihun Dao
Mihun Dao (chinesisch 迷魂島 ‚Rätselhafte Insel‘) ist eine kleine, in der Aufsicht pferdehufförmige Insel vor der Ingrid-Christensen-Küste des ostantarktischen Prinzessin-Elisabeth-Lands. Sie liegt nordöstlich der Halbinsel Stornes.
Chinesische Wissenschaftler benannten sie im Jahr 1993. Der weitere Benennungshintergrund ist nicht überliefert.